# Eliseo Brown
Eliseo Brown (Buenos Aires, 29 oktober 1888 – datum overlijden onbekend) was een Argentijnse voetballer van Schotse afkomst. 
Brown speelde voor Alumni Athletic en behaalde meerdere titels met deze club. Van 1906 tot 1909 werd hij topschutter van de competitie. Hij speelde ook tien keer voor het nationale elftal. 
Eliseo had nog vier broers (Alfredo, Carlos, Ernesto en Jorge) en een neef (Juan Domingo), die allen ook bij Alumni en het nationale elftal speelden. Verder had hij ook nog twee voetballende broers, Diego en Tomás, die echter geen international werden. 